# Santa Marta de Tormes
Santa Marta de Tormes è un comune spagnolo di 14 970 abitanti situato nella comunità autonoma di Castiglia e León.

## Società

### Evoluzione demografica
Evoluzione della popolazione dal 1842.
Negli anni novanta la città visse un boom demografico dovuto alla vicinanza al capoluogo provinciale.